# Момчило Спасојевић
Момчило Спасојевић (Беране, 18. август 1937) бивши је југословенски фудбалер и фудбалски тренер.

## Каријера
Наступао је за београдски Партизан пуних шест година, од јуна 1954. па све до јуна 1960. године. Играо је на позицијама у средњем реду и нападу, током боравка у Партизану имао је статус повременог првотимца, играјући на пријатељским, првенственим и куп утакмицама. Укупно је сакупио 49 наступа за Партизан, а постигао је 18 голова.
Спасојевић је у бањалучки Борац дошао 1960. године, где је остао до краја каријере. Постигао је успех и био један од најбољих играча клуба, допринео је историјском уласку Борца у Прву савезну лигу Југославије. Након завршетка играчке каријере био је тренер Борца. Остао је да живи и ради у Бања Луци.
У акцији бањалучких новина Глас Српске одржаној 2006. године, некадашњи тренери, играчи и људи који су безмало цели век провели уз Борац изабрали су „Идеалну једанаесторицу“ Борца и међу њима је био Спасојевић.

## Успеси
- Партизан
  - Куп Југославије: 1957.